# Trachycephalus jordani
Trachycephalus jordani är en groddjursart som först beskrevs av Leonhard Hess Stejneger och Test 1891.  Trachycephalus jordani ingår i släktet Trachycephalus och familjen lövgrodor. IUCN kategoriserar arten globalt som livskraftig. Inga underarter finns listade i Catalogue of Life.